# Isthmohyla
Isthmohyla és un gènere de granotes de la família dels hílids.

## Taxonomia
- Isthmohyla angustilineata
- Isthmohyla calypsa
- Isthmohyla debilis
- Isthmohyla graceae
- Isthmohyla infucata
- Isthmohyla insolita
- Isthmohyla lancasteri
- Isthmohyla picadoi
- Isthmohyla pictipes
- Isthmohyla pseudopuma
- Isthmohyla rivularis'
- Isthmohyla tica
- Isthmohyla xanthosticta
- Isthmohyla zeteki